# Mutshatsha
Mutshatsha este un oraș în  provincia Katanga, Republica Democrată Congo. În 2012 avea o populație de 6 963 de locuitori, iar în 2004 avea 5 908.